# Giovanni Antonio Boltraffio

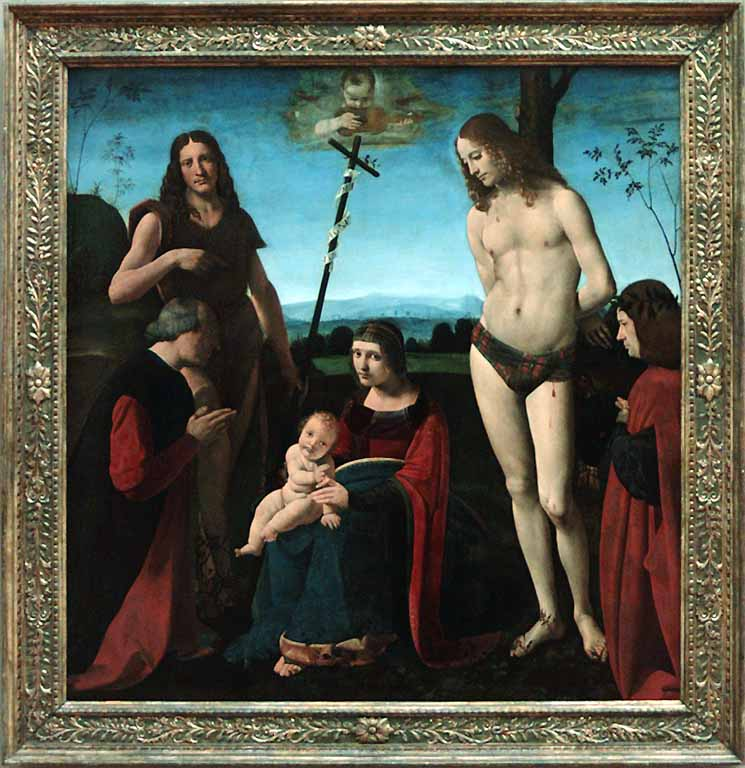
Pala Casio, 1500, Parigi, museo del Louvre

Giovanni Antonio Boltraffio o anche Beltraffio (Milano, 1467 – Milano, 15 giugno 1516) è stato un pittore italiano del primo Rinascimento.

## Biografia

### Gli anni giovanili

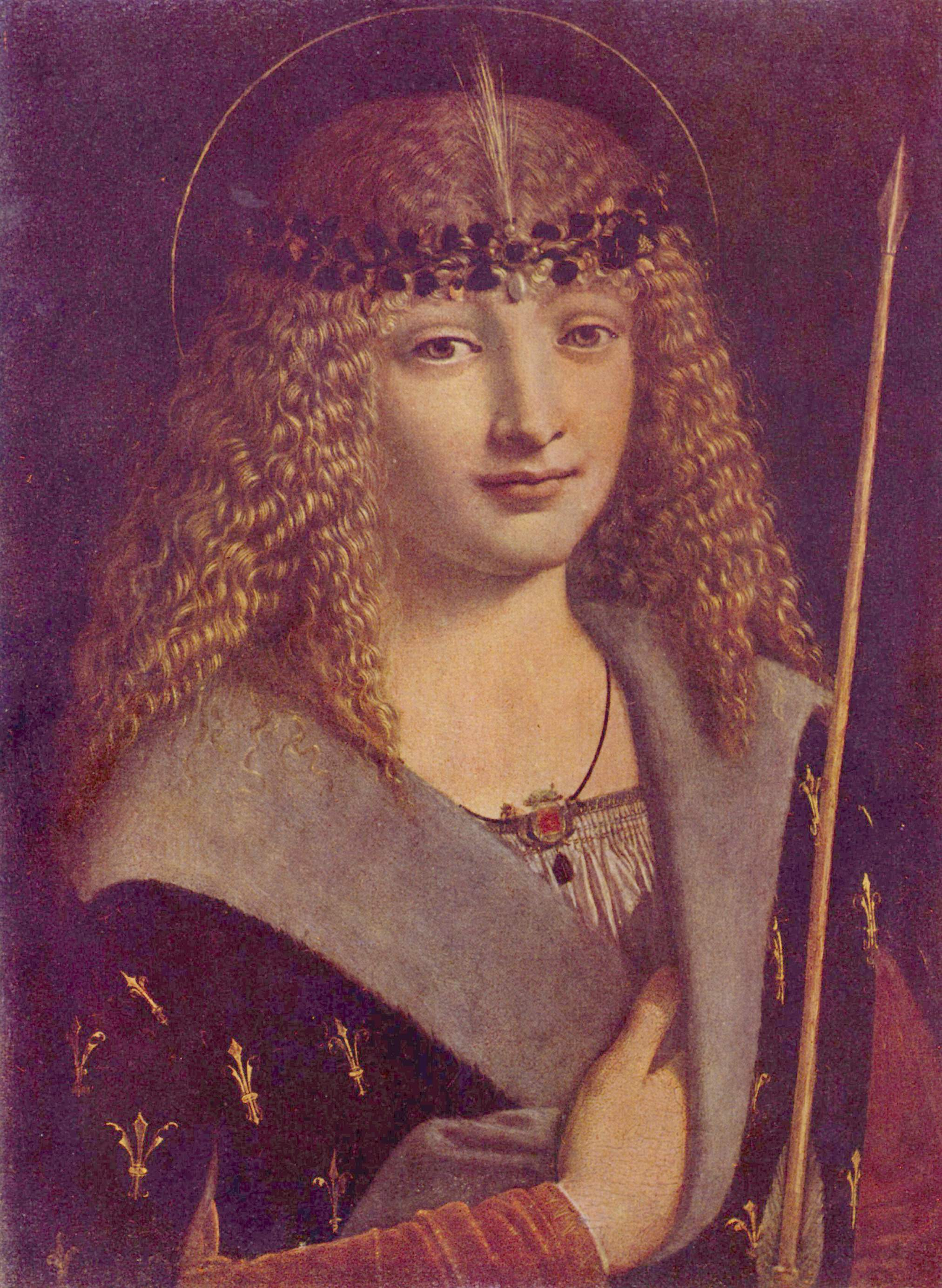
Ritratto di giovanetto come san Sebastiano (Mosca, Museo Puschkin)

I primi lavori di Boltraffio sono influenzati dallo stile di Bernardo Zenale, Ambrogio Bergognone e Foppa, ma dopo l'arrivo di Leonardo a Milano nel 1482, Boltraffio è documentato (da una nota dello stesso maestro toscano nel manoscritto C dell'Institut de France) nella sua bottega, insieme a Marco d'Oggiono e Gian Giacomo Caprotti, o Salaì.
Risale al 1491 la prima opera indipendente condotta da Boltraffio proprio insieme a Marco d'Oggiono, la Resurrezione di Cristo con i Santi Leonardo e Lucia, dipinta per l'oratorio di San Leonardo, annesso alla chiesa milanese di San Giovanni sul Muro e oggi alla pinacoteca di Berlino. Sono attribuiti a Boltraffio in particolare i due santi e il panneggio di Cristo. Appaiono già in questa pala il caratteristico sfumato di origine leonardesca e l'uso di colori con una prevalenza di azzurro e toni freddi. Dal Magistero di Leonardo derivano inoltre la costruzione delle masse ed il paesaggio di rocce, che da questo momento godrà di particolare diffusione. Risale a questi anni anche una celebre e discussa opera come la Madonna Litta del Museo dell'Ermitage di San Pietroburgo, eseguita probabilmente da Boltraffio sotto il controllo di Leonardo, apparentabile stilisticamente anche all'altra Madonna con Bambino oggi al Museo di Belle Arti di Budapest e a quella del Museo Poldi Pezzoli di Milano. In quest'opera sono di chiara derivazione leonardesca i movimenti dei personaggi, concatenati e contrapposti, che richiamano composizioni quali la Sant'Anna, con la Vergine e il Bambino del Louvre.
Un genere in cui Boltraffio fu particolarmente versato fu quello ritrattistico, in cui la figura dell'effigiato (che spesso risaltava su un fondo nero) era trasfigurata nell'immagine di un santo (San Giorgio, Santa Lucia, San Sebastiano). Questo tipo di opere è strettamente imparentato con alcuni dipinti di Leonardo da Vinci, come la celebre Dama con l'ermellino, la cosiddetta Belle Ferronnière e il Musico dell'Ambrosiana.

### A Bologna e poi ancora a Milano
La principale opera nota del pittore è la Pala Casio, pala d'altare commissionata per la chiesa della Misericordia a Bologna dalla famiglia Casio, in cui il poeta Girolamo Casio, con il capo cinto di alloro, ed il padre, sono raffigurati inginocchiati in adorazione della Vergine, che reca in braccio il bambino benedicente. Sullo sfondo sono san Giovanni Battista che guarda frontalmente lo spettatore, indicando il bambino, e san Sebastiano. Vasari testimonia di questa commissione nell'anno 1500.
Sulla base di questa commissione è attribuito al Boltraffio il ritratto del poeta Gerolamo Casio conservato alla Pinacoteca di Brera.
Altra opera certa in quanto ricordata dalle fonti antiche è la Santa Barbara (Staatliche Museen, Berlino) commissionata a Milano dalla congregazione di Santa Maria presso San Satiro nel 1502. Il dipinto si distingue per la posa solenne e monumentale della santa, rappresentata isolata sullo sfondo. La figura è caratterizzata oltre che da una compiuta resa volumetrica, da una fisionomia idealizzata evidente nel volto dalla pelle levigata e dalla sagoma perfettamente ovale. Tutte queste caratteristiche portano i critici ad avvicinare queste opere della maturità del pittore alla vena classicista di autori quali Francesco Francia e Bramantino, distaccandosi progressivamente dalle composizioni dinamiche e dal naturalismo leonardesco degli inizi.
Era conservata presso i Musei civici di Milano la lapide mortuaria, un tempo nella scomparsa chiesa di San Paolo in Compito, secondo la quale morì a 49 anni il 15 giugno 1516  Ora la stessa , con l'iscrizione della spiegazione, è conservata presso il gabinetto del Sindaco di Milano a Palazzo Marino, nel corridoio  del secondo piano, insieme a molte altre che ripercorrono come una sintesi , la vita e la morte di milanesi celebri. Di fronte a Palazzo Marino, anche la statua, accanto a quella del celebre maestro fiorentino, nel monumento che lo ritrae in piazza della Scala a Milano.

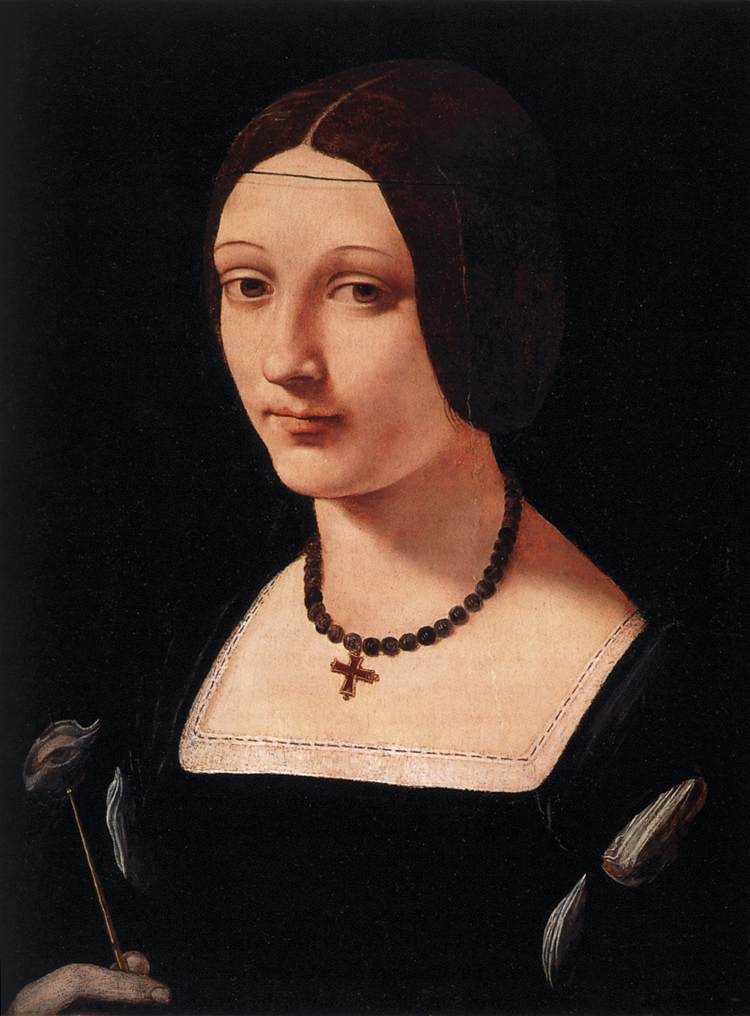
Ritratto di Gentildonna come santa Lucia, Madrid, Museo Thyssen-Bornemisza
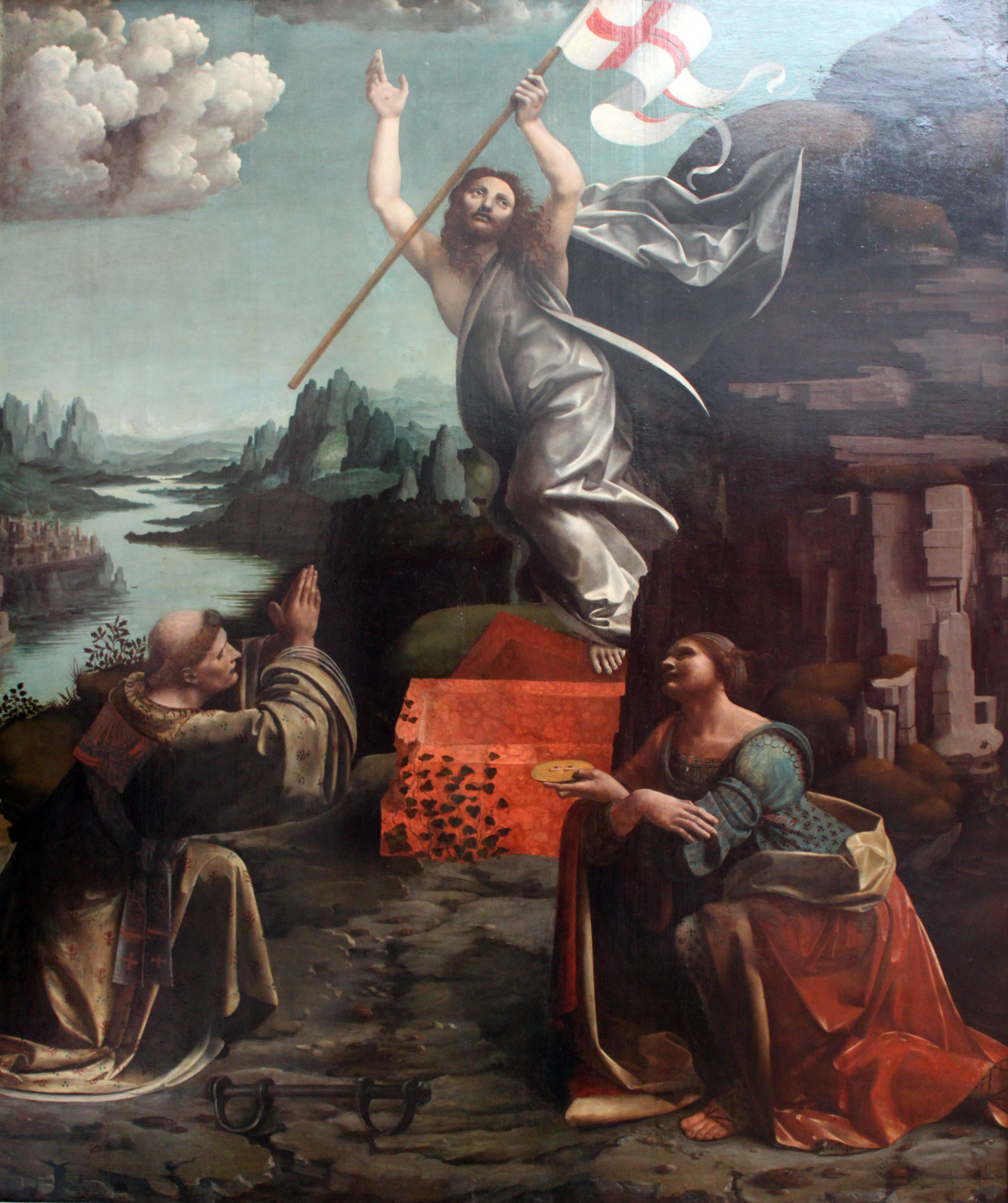
Resurrezione di Cristo con i Santi Leonardo e Lucia, Staatliche Museen, Berlino
Madonna con Bambino, Museo Poldi Pezzoli, Milano
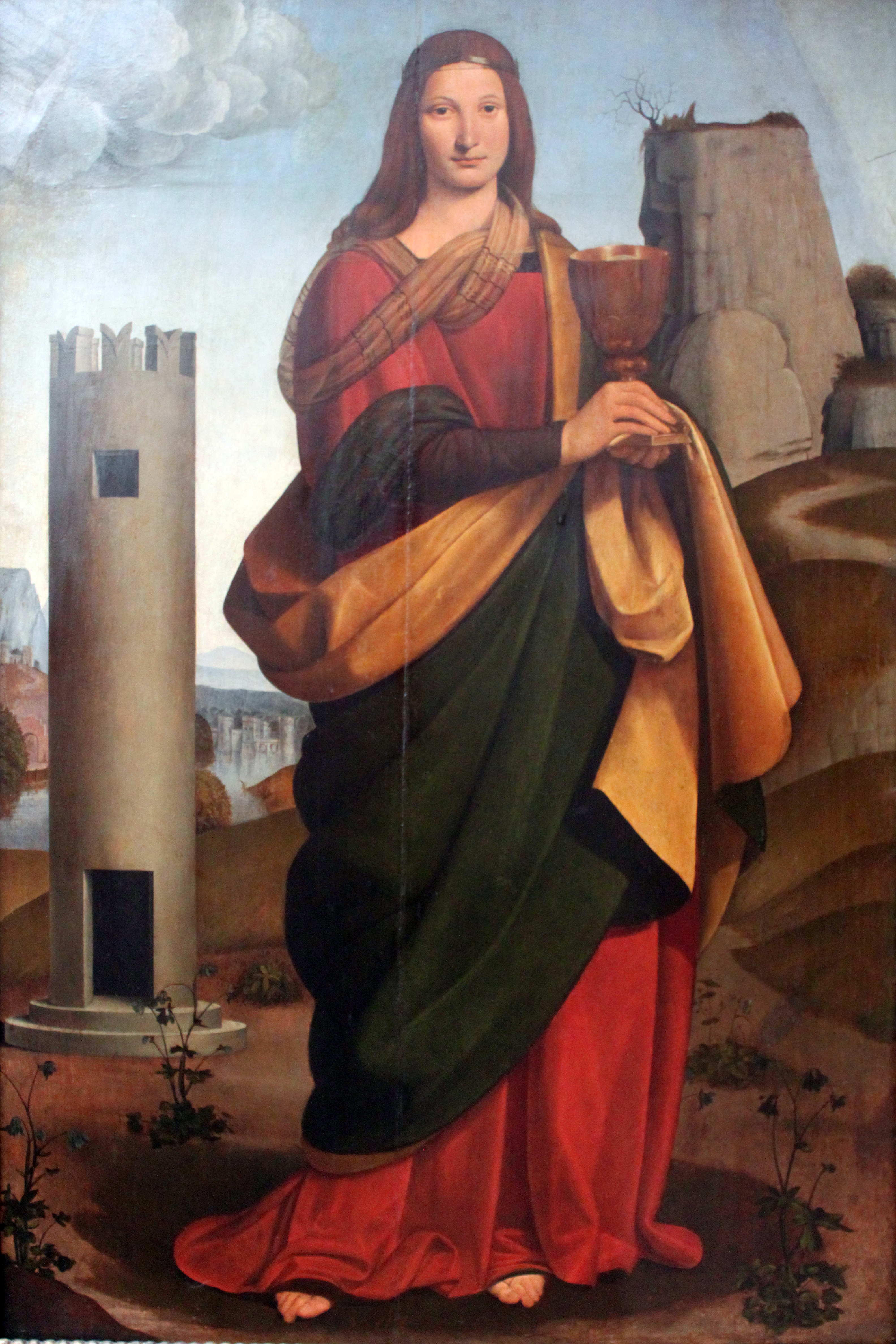
Santa Barbara, Staatliche Museen, Berlino.
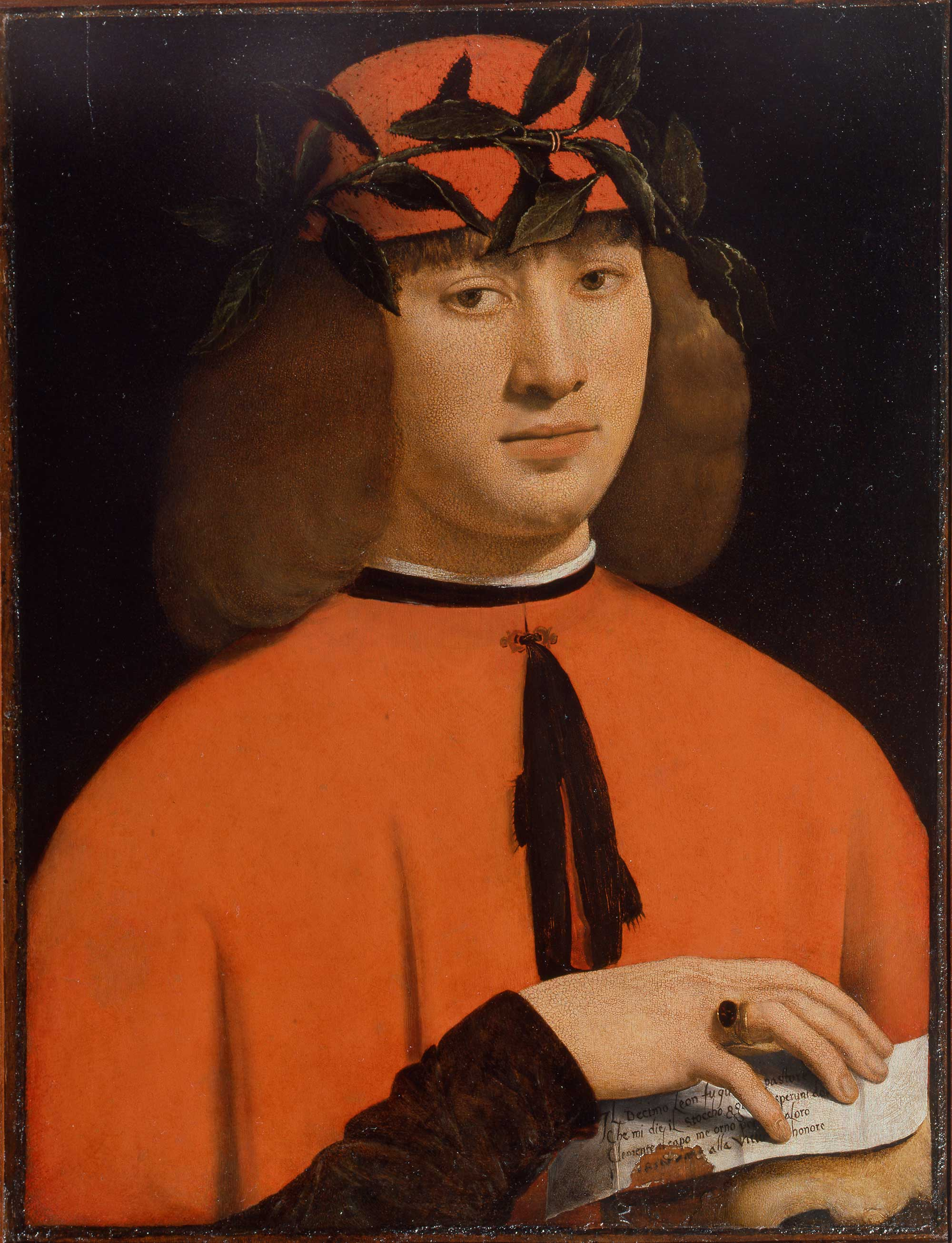
Girolamo Pandolfi, Pinacoteca di Brera, Milano.

## Principali opere
- Madonna col Bambino, Londra, National Gallery
- Ritratto d'uomo di profilo, Londra, National Gallery
- Ritratto del poeta Girolamo Casio (Pinacoteca di Brera, Milano).
- Ritratto del poeta Girolamo Casio, coll. Contini Bonacossi  (Uffizi, Firenze).
- Pala della Madonna col Bambino, i santi e il poeta Girolamo Casio (Museo del Louvre, Parigi).
- Pala di Lodi (Museo di Belle Arti di Budapest)
- Ritratto di una signora come santa Lucia (Museo Thyssen-Bornemisza, Madrid).
- Madonna col Bambino (Museo di Belle Arti di Budapest)
- Madonna col Bambino (Museo Poldi Pezzoli, Milano)

### Opere di incerta attribuzione
- Madonna Litta, (San Pietroburgo, Museo dell'Ermitage, talvolta attribuito a Marco d'Oggiono).
- Sacra famiglia, (Praga, Národní galerie, di recente attribuito a Cesare da Sesto, ma forse una copia).
- Madonna col Bambino e donatore, (Roma, Sant'Onofrio, Museo del Tasso, talvolta attribuito a Cesare da Sesto).
- Ritratto di gentiluomo, (California Palace of the Legion of Honor, San Francisco), per lo più attribuito ad Ambrogio de Predis.
- Santi e committenti inginocchiati (pannelli laterali di un polittico) Pinacoteca del Castello Sforzesco, Milano
- Narciso alla fonte (Sala 23 della Galleria degli Uffizi, Firenze)
- Narciso -1510 circa- National Gallery, Londra